# Ситх
Ситх (на английски: Cat Sìth; на ирландски: Cat Sidhe) е персонаж от шотландската митология.
Това е котка, известна с голямата си сила и тихия си глас. Има черна козина, бяло петно на гърдите и сини очи. Тя е положителен герой (т.е. „добра котка“).
Някои автори предполагат, че Ситх е фолклорно описание на котката от Келас.